# イーリオネー
イーリオネー（古希: Ἰλιόνη, Īlionē）は、ギリシア神話に登場する女性である。長母音を省略してイリオネとも表記される。トロイアーの王プリアモスとヘカベーの娘であり、したがってヘクトール、パリス、デーイポボス、ヘレノス、ポリーテース、アンティポス、ヒッポノオス、ポリュドーロス、トローイロス、クレウーサ、ラーオディケー、カッサンドラー、ポリュクセネーと兄弟。トラーキアのケルソネーソスの王ポリュメーストールの妻となり、デーイピュロスを生んだ。祖国であるトロイアーの肉親にきわめて忠実な女性であり、夫を殺したことで知られる。

## 神話
ヒュギーヌスによると、イーリオネーはプリアモスから生まれたばかりの末の弟ポリュドーロスを預けられた。そこでイーリオネーはトロイアが滅亡してもポリュドーロスが生き延びられるように、デーイピュロスとを入れ替え、ポリュドーロスを我が子として育てた。後にトロイア戦争でトロイアー王家が滅亡すると、ギリシア軍はプリアモスの子孫を根絶するため、ヘクトールの遺児アステュアナクスを城壁の上から投げ捨てて殺した後、ポリュメーストールに莫大な報酬と引き換えにポリュドーロスを殺すことを求めた。そこでポリュメーストールは自分の子デーイピュロスをポリュドーロスと思って殺した。その後、成長したポリュドーロスが神託を通じて実の父が殺され、実母が奴隷の身分に落とされたこと知ったとき、イーリオネーは彼に真実を話し、ポリュメーストールを殺すことを勧めた。自分がトロイアーの王族であることを理解したポリュドーロスはポリュメーストールを盲目にしたのちに殺した。
しかし両親が死んだことを知ったイーリオネーは自殺したともいう。